# Tiempo
El tiempo (del latín tempus) es una magnitud física con la que se mide la duración o separación de acontecimientos. 
Para cada observador, el tiempo medido por dicho observador le permite ordenar los sucesos en tres conjuntos: un pasado, un futuro y un tercer conjunto de eventos ni pasados ni futuros respecto a otro.
En mecánica clásica a esta tercera clase se llama presente y está formada por eventos simultáneos a uno en particular. Además en mecánica clásica, la división en pasado, presente y futuro es la misma para todos los observadores, hecho asociado a que en mecánica clásica el tiempo y el espacio son absolutos.
En mecánica relativista el concepto de tiempo es más complejo: los hechos simultáneos (presente) son relativos al observador, salvo que se produzcan en el mismo lugar del espacio; por ejemplo, un choque entre dos partículas. Como consecuencia de lo anterior el tiempo y el espacio en mecánica relativista son relativos.
La unidad básica para medir el tiempo en el Sistema Internacional es el segundo, cuyo símbolo es s (debido a que es un símbolo y no una abreviatura, no se debe escribir con mayúscula, ni se escribe como seg, sg o sec, ni agregando un punto posterior).
El tiempo ha sido durante mucho tiempo un importante tema de estudio en la religión, la filosofía y la ciencia, pero definirlo de manera aplicable a todos los campos sin circularidad ha eludido sistemáticamente a los estudiosos.
No obstante, campos tan diversos como los negocios, la industria, los deportes, las ciencias y las artes escénicas incorporan alguna noción de tiempo en sus respectivos sistemas de medición.
El tiempo en física se define operativamente como «lo que lee un reloj».
La naturaleza física del tiempo es abordada por la relatividad general con respecto a los eventos en el espacio-tiempo. Ejemplos de eventos son la colisión de dos partículas, la explosión de una supernova o la llegada de un cohete. A cada suceso se le pueden asignar cuatro números que representan su tiempo y posición (las coordenadas del suceso). Sin embargo, los valores numéricos son diferentes para los distintos observadores. En la relatividad general, la pregunta de qué hora es ahora solo tiene sentido en relación con un observador concreto. La distancia y el tiempo están íntimamente relacionados y el tiempo necesario para que la luz recorra una distancia específica es el mismo para todos los observadores, como demostró públicamente por primera vez el experimento de Michelson y Morley. La relatividad general no aborda la naturaleza del tiempo para intervalos extremadamente pequeños en los que la mecánica cuántica es válida. En este momento, no existe una teoría generalmente aceptada de la relatividad general cuántica.
El tiempo es una de las siete cantidades físicas fundamentales tanto en el Sistema Internacional de Unidades (SI) como en el Sistema Internacional de Cantidades. La unidad de tiempo base del SI es el segundo. El tiempo se utiliza para definir otras cantidades —como la velocidad— por lo que definir el tiempo en términos de dichas cantidades daría lugar a una circularidad de definición. Una definición operativa del tiempo, en la que se dice que la observación de un cierto número de repeticiones de uno u otro evento cíclico estándar (como el paso de un péndulo de movimiento libre) constituye una unidad estándar como el segundo, es muy útil tanto en la realización de experimentos avanzados como en los asuntos cotidianos de la vida. Para describir las observaciones de un acontecimiento, se suele anotar una ubicación (posición en el espacio) y un tiempo.
La definición operativa del tiempo no aborda cuál es su naturaleza fundamental. No aborda por qué los acontecimientos pueden ocurrir hacia adelante y hacia atrás en el espacio, mientras que los acontecimientos solo ocurren en el avance del tiempo. Las investigaciones sobre la relación entre el espacio y el tiempo llevaron a los físicos a definir el continuo espaciotiempo. La relatividad general es el marco principal para entender cómo funciona el espaciotiempo. A través de los avances en las investigaciones tanto teóricas como experimentales del espacio-tiempo, se ha demostrado que el tiempo puede distorsionarse y dilatarse, particularmente en los bordes de los agujeros negros.
La medición del tiempo ha ocupado a los científicos y a los tecnólogos de la ingeniería, y fue una motivación primordial en la navegación y la astronomía. Los eventos periódicos y el movimiento periódico han servido durante mucho tiempo como estándares para las unidades de tiempo. Algunos ejemplos son el movimiento aparente del sol en el cielo, las fases de la luna, el movimiento de un péndulo y el latido del corazón. Actualmente, la unidad de tiempo internacional, el segundo, se define a partir de la medición de la frecuencia de transición electrónica de los átomos de cesio. El tiempo también tiene una importancia social significativa, ya que tiene un valor económico («el tiempo es dinero»), así como un valor personal, debido a la conciencia del tiempo limitado en cada día y en la la duración de la vida humana.
Hay muchos sistemas para determinar qué hora es, entre ellos el Sistema de Posicionamiento Global, otros sistemas de satélites, el Tiempo Universal Coordinado y el tiempo solar medio. En general, los números obtenidos a partir de los distintos sistemas de tiempo difieren entre sí.

## El concepto físico del tiempo
Dados dos eventos puntuales E1 y E2, que ocurren respectivamente en instantes de tiempo t1 y t2, y en puntos del espacio diferentes P1 y P2, todas las teorías físicas admiten que estos pueden cumplir una y solo una de las siguientes tres condiciones:
1. Es posible para un observador estar presente en el evento E1, y luego estar en el evento E2, y en ese caso se afirma que E1 es un evento anterior a E2. Además, si eso sucede, ese observador no podrá verificar E2.
2. Es posible para un observador estar presente en el evento E2 y luego estar en el evento E1, y en ese caso se afirma que E1 es un evento posterior a E2. Además si eso sucede, ese observador no podrá verificar E1.
3. Es imposible, para un observador puntual, estar presente simultáneamente en los dos eventos E1 y E2.

Dado un evento cualquiera, el conjunto de eventos puede dividirse según esas tres categorías anteriores. Es decir, todas las teorías físicas permiten, fijado un evento, clasificar a los eventos en: (1) pasado, (2) futuro y (3) resto de eventos (ni pasados ni futuros). La clasificación de un tiempo presente es debatible por la poca durabilidad de este intervalo que no se puede medir como un estado actual sino como un dato que se obtiene en una continua sucesión de eventos. En mecánica clásica esta última categoría está formada por los sucesos llamados simultáneos, y en mecánica relativista, por los eventos no relacionados causalmente con el primer evento. Sin embargo, la mecánica clásica y la mecánica relativista difieren en el modo concreto en que puede hacerse esa división entre pasado, futuro y otros eventos y en el hecho de que su carácter pueda ser absoluto o relativo respecto al contenido de los conjuntos.

### El tiempo en mecánica clásica
En mecánica clásica el tiempo se concibe como una magnitud absoluta, es decir, es un escalar cuya medida es idéntica para todos los observadores (una magnitud relativa es aquella cuyo valor depende del observador concreto). Esta concepción del tiempo recibe el nombre de tiempo absoluto. Esa concepción está de acuerdo con la concepción filosófica de Kant, que establece el espacio y el tiempo como necesarios para cualquier experiencia humana. Kant asimismo concluyó que el espacio y el tiempo eran conceptos subjetivos. Mas, no por ello, Kant establecerá que tiempo y espacio sean dimensiones absolutas, ni en sí mismas, sí apoyadas, en cambio, por Newton y Leibniz respectivamente. Para Kant no son dimensiones sino formas puras de la intuición suministrada por la experiencia, de manera que, al no tratarse de magnitudes, no hay posible choque entre ellas.
Fijado un evento, cada observador clasificará el resto de eventos según una división tripartita clasificándolos en: (1) eventos pasados, (2) eventos futuros y (3) eventos ni pasados y ni futuros. La mecánica clásica y la física prerrelativista asumen:
1. Fijado un acontecimiento concreto todos los observadores sea cual sea su estado de movimiento dividirán el resto de eventos en los mismos tres conjuntos (1), (2) y (3), es decir, dos observadores diferentes coincidirán en qué eventos pertenecen al pasado, al presente y al futuro, por eso el tiempo en mecánica clásica se califica de absoluto porque es una distinción válida para todos los observadores (mientras que en mecánica relativista esto no sucede y el tiempo se califica de relativo).
2. En mecánica clásica, la última categoría, (3), está formada por un conjunto de puntos tridimensional, que de hecho tiene la estructura de espacio euclídeo (el espacio en un instante dado). Fijado un evento, cualquier otro evento simultáneo, de acuerdo con la mecánica clásica, estará situado en la categoría (3).

Aunque dentro de la teoría especial de la relatividad y dentro de la teoría general de la relatividad, la división tripartita de eventos sigue siendo válida, no se verifican las últimas dos propiedades:
1. No existe una noción de simultaneidad independiente del observador como en mecánica clásica, es decir, dados dos observadores diferentes en movimiento relativo entre sí, en general diferirán sobre qué eventos sucedieron al mismo tiempo.

### El tiempo en mecánica relativista
En mecánica relativista la medida del transcurso del tiempo depende del sistema de referencia donde esté situado el observador y de su estado de movimiento, es decir, diferentes observadores miden diferentes tiempos transcurridos entre dos eventos causalmente conectados. Por tanto, la duración de un proceso depende del sistema de referencia donde se encuentre el observador.
De acuerdo con la teoría de la relatividad, fijados dos observadores situados en diferentes marcos de referencia, dos sucesos A y B dentro de la categoría (3) (eventos ni pasados ni futuros), pueden ser percibidos por los dos observadores como simultáneos, o puede que A ocurra «antes» que B para el primer observador mientras que B ocurre «antes» de A para el segundo observador. En esas circunstancias no existe, por tanto, ninguna posibilidad de establecer una noción absoluta de simultaneidad independiente del observador. Según la relatividad general el conjunto de los sucesos dentro de la categoría (3) es un subconjunto tetradimensional topológicamente abierto del espacio-tiempo. Cabe aclarar que esta teoría solo parece funcionar con la rígida condición de dos marcos de referencia solamente. Cuando se agrega un marco de referencia adicional, la teoría de la Relatividad queda invalidada: el observador A en la Tierra percibirá que el observador B viaja a mayor velocidad dentro de una nave espacial girando alrededor de la Tierra a 7000 kilómetros por segundo. El observador B notará que el dato de tiempo en el reloj se ha desacelerado y concluye que el tiempo se ha dilatado por causa de la velocidad de la nave. Un observador C, localizado fuera del sistema solar, notará que tanto el hombre en tierra como el astronauta girando alrededor de la Tierra, están viajando simultáneamente —la nave espacial y el planeta Tierra— a 28 kilómetros por segundo alrededor del Sol. La más certera conclusión acerca del comportamiento del reloj en la nave espacial es que ese reloj está funcionando mal, porque no fue calibrado ni probado para esos nuevos cambios en su ambiente. Esta conclusión está respaldada por el hecho de que no existe prueba alguna que muestre que el tiempo es objetivo.
Solo si dos sucesos están atados causalmente todos los observadores ven el suceso «causal» antes que el suceso «efecto», es decir, las categorías (1) de eventos pasados y (2) de eventos futuros causalmente ligados sí son absolutas. Fijado un evento E el conjunto de eventos de la categoría (3) que no son eventos ni futuros ni pasados respecto a E puede dividirse en tres subconjuntos:
(a) El interior topológico de dicho conjunto, una región abierta del espacio-tiempo y constituye un conjunto acronal. Dentro de esa región, dados cualesquiera dos eventos resulta imposible conectarlos por una señal luminosa que, emitida desde el primer evento, alcance el segundo.
(b) La frontera del futuro o parte de la frontera topológica del conjunto, tal que cualquier punto dentro de ella puede ser alcanzado por una señal luminosa emitida desde el evento E.
(c) La frontera del pasado o parte de la frontera topológica del conjunto, tal que desde cualquier punto dentro de ella puede enviarse una señal luminosa que alcance el evento E.
Las curiosas relaciones causales de la teoría de la relatividad conllevan que no existe un tiempo único y absoluto para los observadores, de hecho, cualquier observador percibe el espacio-tiempo o espacio tetradimensional según su estado de movimiento, la dirección paralela a su cuadrivelocidad coincidirá con la dirección temporal, y los eventos que acontecen en las hipersuperficies espaciales perpendiculares en cada punto a la dirección temporal forman el conjunto de acontecimientos simultáneos para ese observador.
Lamentablemente, dichos conjuntos de acontecimientos percibidos como simultáneos difieren de un observador a otro.

#### Dilatación del tiempo
Si el tiempo propio es la duración de un suceso medido en reposo respecto a ese sistema, la duración de ese suceso medida desde un sistema de referencia que se mueve con velocidad constante con respecto al suceso viene dada por:
{\displaystyle \Delta t^{\prime }={\frac {\Delta t_{i}}{\sqrt {1-{\frac {v^{2}}{{\text{c}}^{2}}}}}}\ }.

### El tiempo en mecánica cuántica
En mecánica cuántica debe distinguirse entre la mecánica cuántica convencional, en la que puede trabajarse bajo el supuesto clásico de un tiempo absoluto, y la mecánica cuántica relativista, dentro de la cual, al igual que sucede en la teoría de la relatividad, el supuesto de un tiempo absoluto es inaceptable e inapropiado.

### La flecha del tiempo y la entropía
Se ha señalado que la dirección del tiempo está relacionada con el aumento de entropía, aunque eso parece deberse a las peculiares condiciones que se dieron durante el Big Bang. Aunque algunos científicos como Penrose han argumentado que dichas condiciones no serían tan peculiares si consideramos que existe un principio o teoría física más completa que explique por qué nuestro universo, y tal vez otros, nacen con condiciones iniciales aparentemente improbables que se reflejan en una bajísima entropía inicial.

## El concepto del tiempo en la teoría de sistemas sociales
Desde el punto de vista de la teoría de sistemas propuesta por Niklas Luhmann, el tiempo tiene una formación social, de esta manera el tiempo está situado desde la perspectiva del observador. De esta suerte, se trata de una operación que se realiza de manera concreta a través de la distinción entre antes y después. El primero es el pasado, que no existe y que, sin embargo, se puede recordar y en el que se puede ubicar la causalidad; por otro lado el futuro, que es donde suceden los efectos. En el punto ciego entre ambos se encuentra la actualidad del presente, en el que se encuentra la sincronización de la simultaneidad. Por lo tanto el mundo se percibe desde la simultaneidad (presente) y la no simultaneidad (pasado-futuro). Como nos explica Luhmann, «se pueden construir tiempos específicos para localizar, por ejemplo, las causas en el pasado; los efectos, en el futuro. Pero todo esto es solo posible en la observación que se realiza solo en un presente actual, y mediante aplicación de procesos de atribución».

## La medición del tiempo

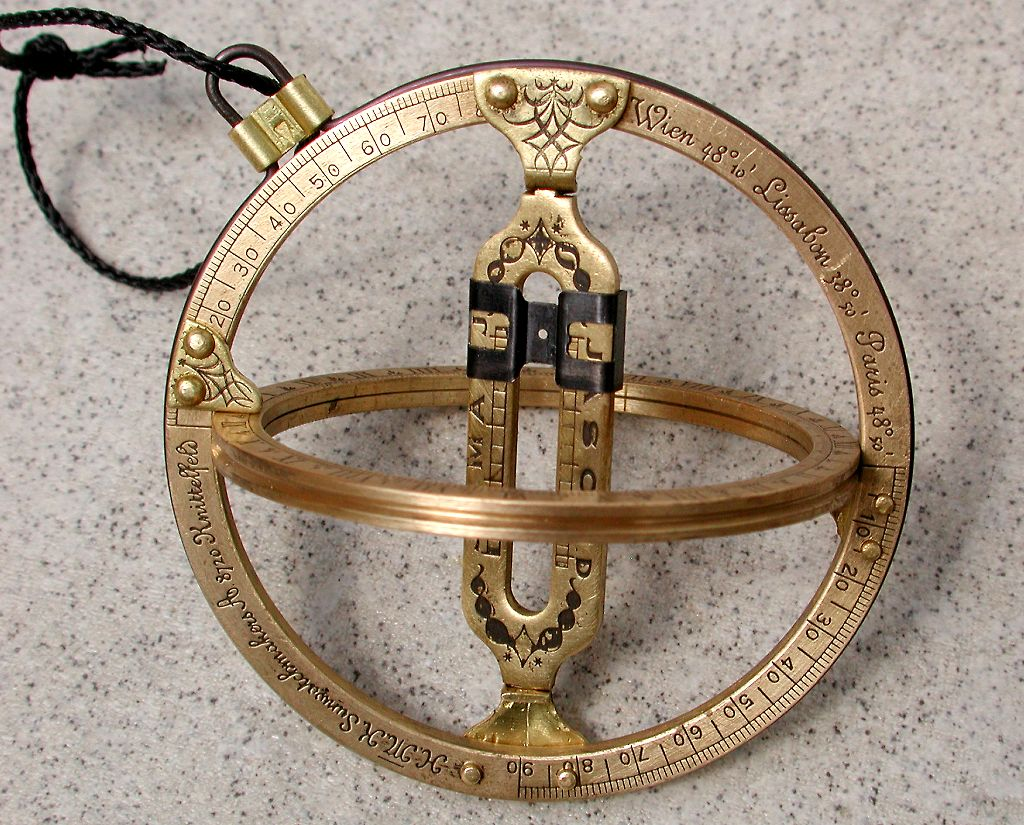
Reloj de sol de bolsillo

La cronología (histórica, geológica, etc.) permite datar los momentos en los que ocurren determinados hechos (lapsos relativamente breves) o procesos (lapsos de duración mayor). En una línea de tiempo se puede representar gráficamente los momentos históricos en puntos y los procesos en segmentos.
Las formas e instrumentos para medir el tiempo son de uso muy antiguo, y todas ellas se basan en la medición del movimiento, del cambio material de un objeto a través del tiempo, que es lo que puede medirse. En un principio, se comenzaron a medir los movimientos de los astros, especialmente el movimiento aparente del Sol, dando lugar al tiempo solar aparente. El desarrollo de la astronomía hizo que, de manera paulatina, se fueron creando diversos instrumentos, tales como los relojes de sol, las clepsidras o los relojes de arena y los cronómetros. Posteriormente, la determinación de la medida del tiempo se fue perfeccionando hasta llegar al reloj atómico. Todos los relojes modernos desde la invención del reloj mecánico han sido construidos con el mismo principio del «tic tic tic». El reloj atómico está calibrado para contar 9 192 631 770 vibraciones del átomo de cesio para luego hacer un «tic».